# Waldbach-Mönichwald
Waldbach-Mönichwald osztrák község Stájerország Hartberg-fürstenfeldi járásában. 2017 januárjában 1532 lakosa volt.

## Elhelyezkedése

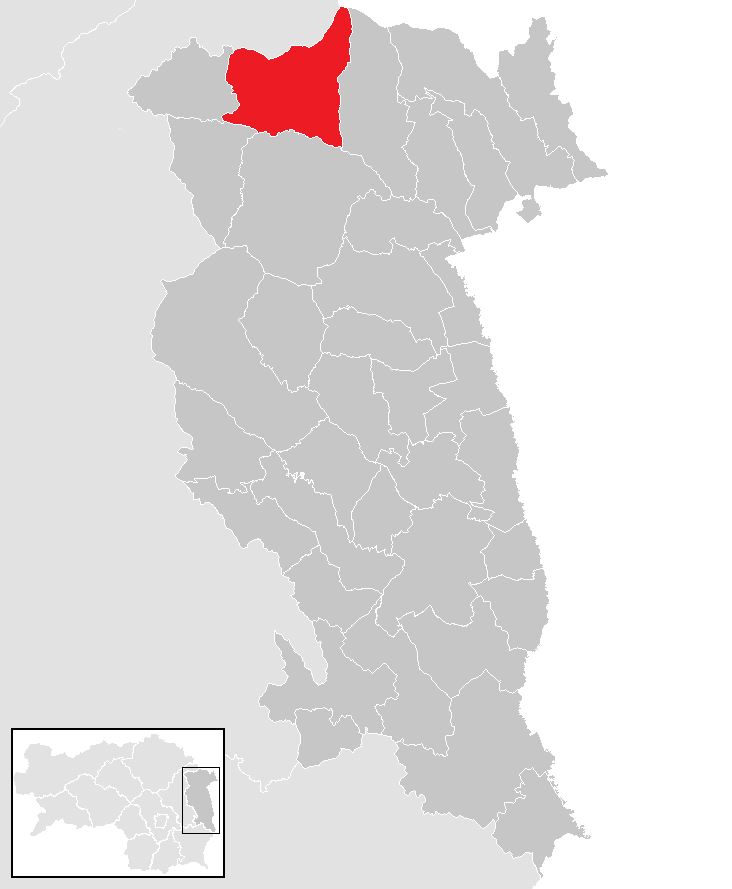
Waldbach-Mönichwald a Hartberg-fürstenfeldi járásban

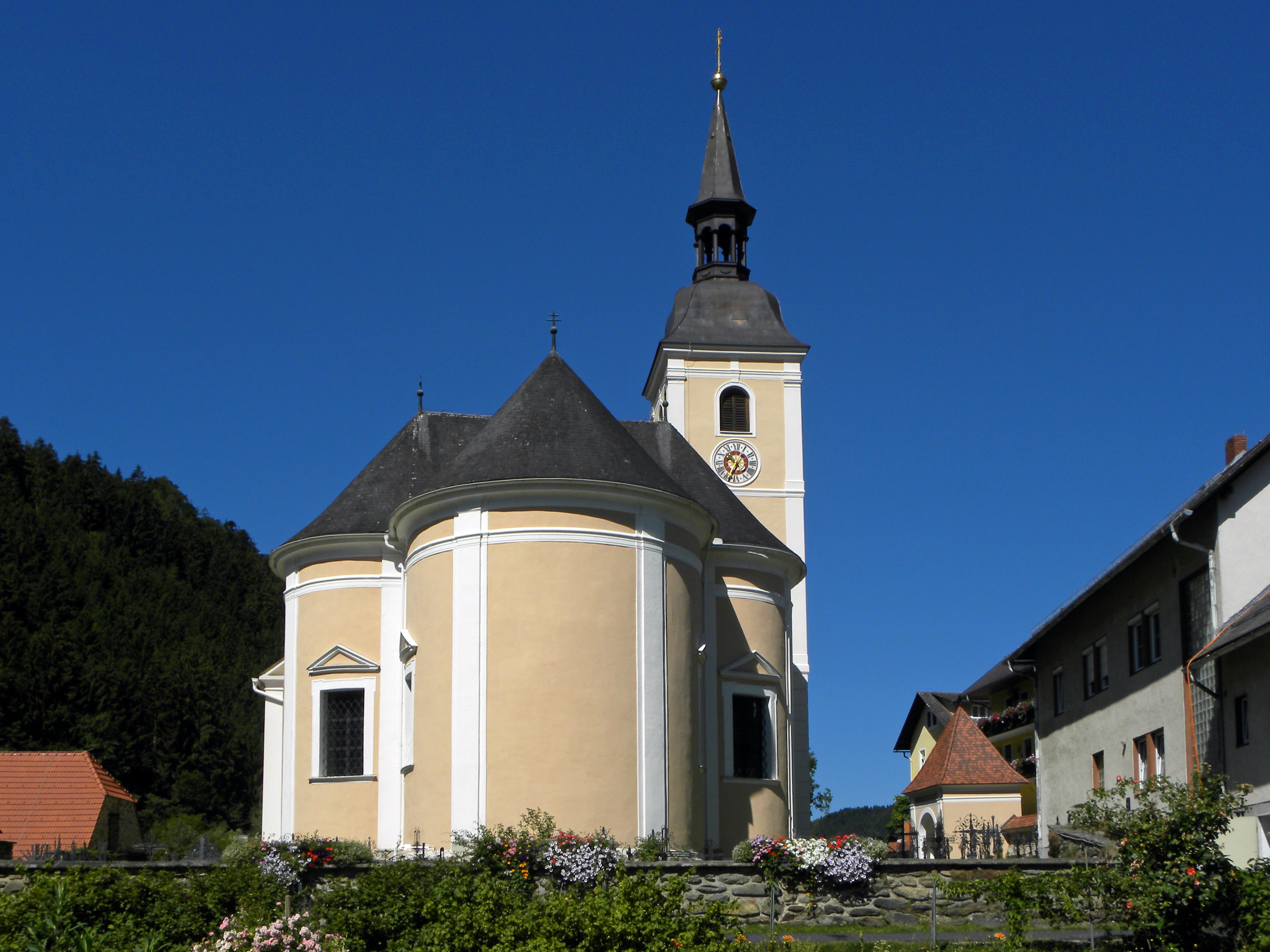
A Szt. Péter és Pál-templom

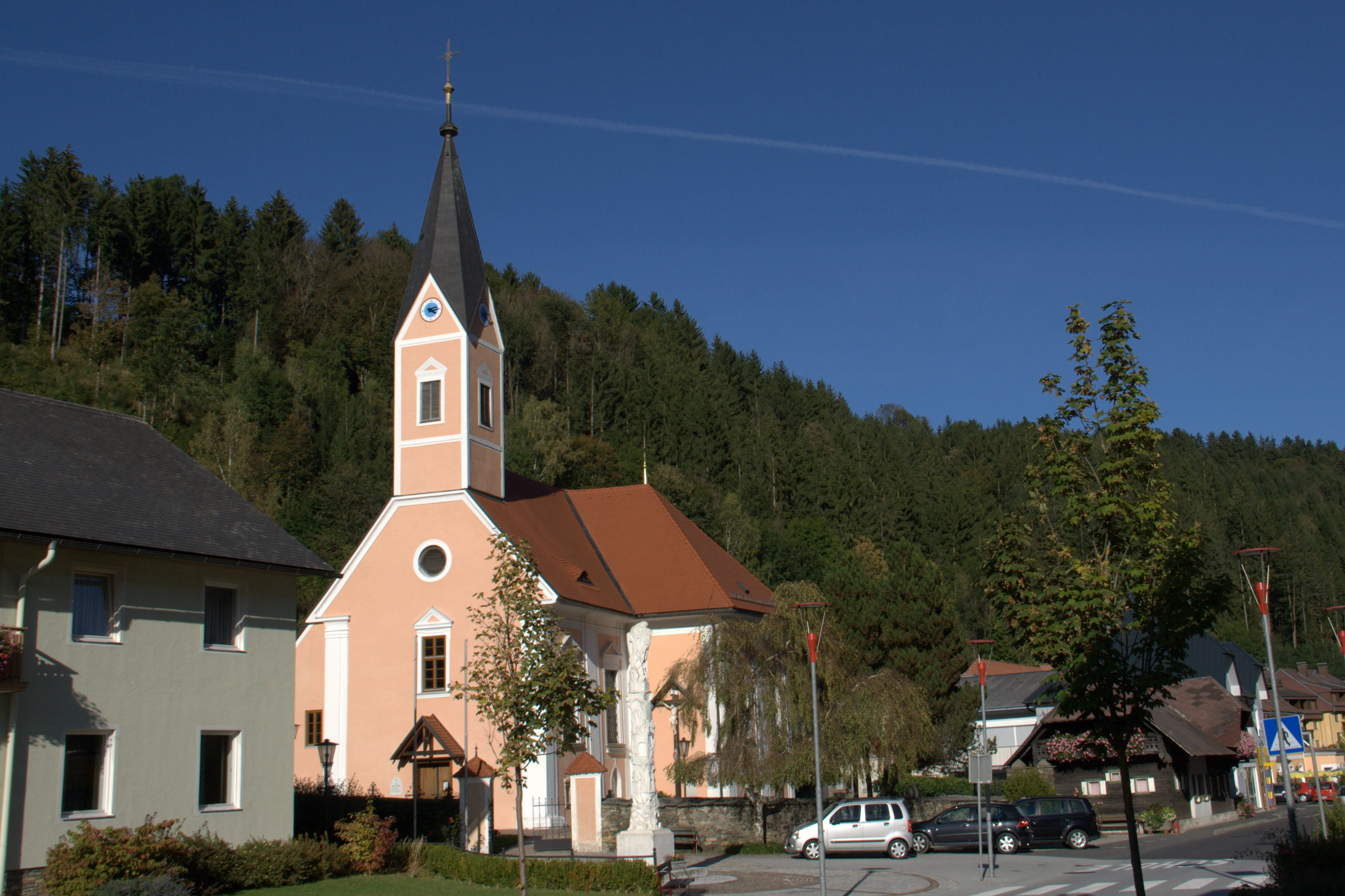
A Szt. György-templom

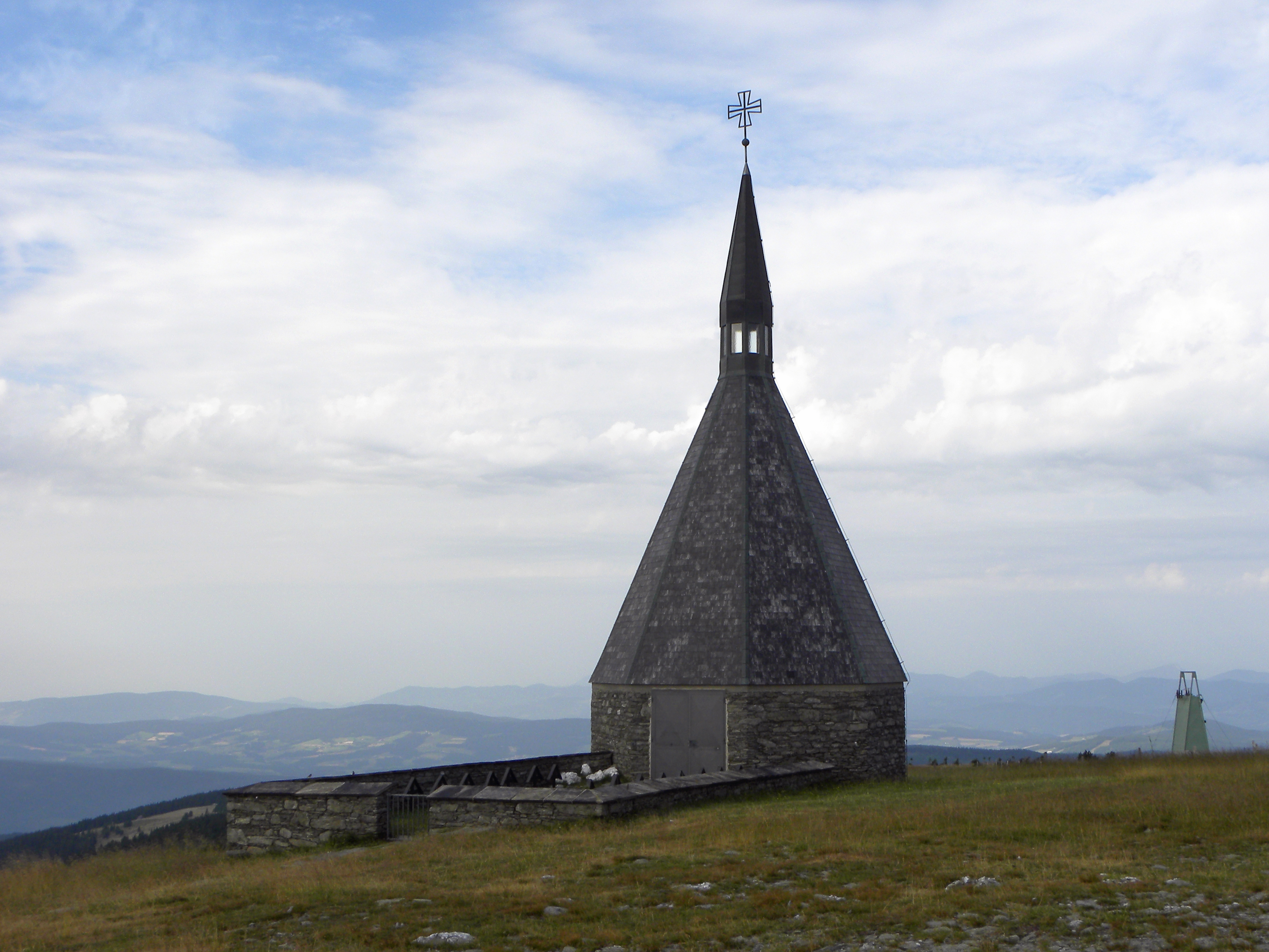
Kápolna és második világháborús katonai temető a Hochwechselen

Waldbach-Mönichwald a Joglland dombságán fekszik, a Wechsel-hegység lábánál, mintegy 18 km-re északra a járási központ Hartbergtől. Legfontosabb folyóvize a Lapincs (a Rába mellékfolyója), legmagasabb pontja az 1743 méteres Hochwechsel. Az önkormányzat 6 települést egyesít: Arzberg (415 lakos), Breitenbrunn (81), Karnerviertel (567), Rieglerviertel (83), Schmiedviertel (303) és Schrimpf (97). Waldbach vagy Mönichwald nevű település nincs, a polgármesteri hivatal Karnerviertelben található.  
A környező önkormányzatok: keletre Sankt Lorenzen am Wechsel, délre Vorau, délnyugatra Wenigzell, nyugatra Sankt Jakob im Walde, északnyugatra Rettenegg, északra Aspangberg-Sankt Peter (Alsó-Ausztria). 	

## Története
Az önkormányzat 2014 végén, a stájerországi közigazgatási reform során alakult meg, az addig önálló Waldbach és Mönichwald községek egyesülésével. Waldbach az egyesítést az Alkotmánybíróságon támadta meg, de keresetét elutasították. 
A különböző kőeszközök alapján a régészek úgy válik, hogy a Lapincs völgye már az i.e. 4-3. évezredben lakott volt. A lakosság azonban csak szórványos lehetett, mind a római időkben, mind a szlávok 6. századbeli betelepülése után. A 8. században a Frank Birodalom terjesztette ki fennhatóságát a térségre, majd a honfoglaló magyarok szállták meg Kelet-Stájerországot. 1043-ban III. Henrik császár visszavette a régiót és a község területe II. Arnold von Wels-Lambach őrgróf birtokába került. A nemzetség már 1050-ben kihalt, a birtok pedig a bajor Formbach-családé lett, akik 1094-ben az általuk alapított formbachi apátságnak adományozták. Az apátság a közeli Gloggnitzból irányította itteni birtokait, amelyek kezdetben csak kiterjedt erdőségek voltak, ám hamarosan megkezdődött betelepítésük. Mönichwald templomát 1163-ban szentelték fel. A 14. században mintegy 80 család élt itt, többségükben földműves jobbágyok, akik főleg rozsot és zabot, a kolostor számára pedig mákot termesztettek, valamint disznót tartottak. 
1529-ben és 1532-ben a Bécs felé haladó (illetve Kőszeg ostromából visszatérő) török hadsereg vonult át a térségen. A portyázókkal a mönichwaldiak megpróbáltak szembeszállni, de a falvakat kifosztották és felgyújtották, a papot pedig agyonlőtték. 1603-ban ismét a törökök törtek be Stájerországba, 1605-ben pedig a Bocskai-felkelés során a Némethy Gergely vezette hajdúk hatoltak be a régióba és megostromolták Hartberget. Mönichwald lakói az erdőkben kerestek menedéket. Bécs 1683-as ostromakor a török hadsereg fosztogatott; a helyi lakók a közeli Festenburg várában találtak menedéket. A Rákóczi-felkelés során Mönichwald nem volt közvetlen veszélyben, de férfi lakóit besorozták határvédelmi szolgálatra.  
1730-ban néhány mönichwaldit dohánycsempészés miatt letartóztattak, de a falusiak körbevették a plébániát és kiszabadították őket. A rendet a katonaság segítségével állították helyre. 1803-ban a formbachi kolostort felszámolták, stájerországi birtokai állami tulajdonba kerültek. A községi önkormányzatok az 1848-as bécsi polgári forradalom után alakultak meg. 
Az első világháborúban 31 mönichwaldi esett el. A második világháborúban a község területén, a Hochwechselen zuhant le az a repülőgép, amely Eduard Dietlet és két másik tábornokot szállította; valamennyien meghaltak. 1944 novemberében a község tíz magyar menekült családot fogadott be. 1945 áprilisában a Vörös Hadsereg és a Wehrmacht súlyos harcokat vívott Mönichwald birtoklásáért, és a térség többször gazdát cserélt; a lakosság a hegyekbe menekült. A háborúban összesen 37 mönichwaldi katona és 34 civil veszett oda.     

## Lakosság
A Waldbach-Mönichwald-i önkormányzat területén 2017 januárjában 1532 fő élt. A lakosságszám 1991-ben érte el csúcspontját 1966 fővel, azóta csökkenő tendenciát mutat. 2015-ben a helybeliek 97,8%-a volt osztrák állampolgár; a külföldiek közül 0,3% a régi (2004 előtti), 0,5% az új EU-tagállamokból érkezett. 2001-ben a mönichwaldi lakosok 96,3%-a római katolikusnak (Waldbach: 96,7%), 0,7% (0,5%) evangélikusnak, 0,9% (1,3%) pedig felekezet nélkülinek vallotta magát. 

## Látnivalók
- Arzberg Szt. György-plébániatemplomának első említése 1464-ből származik
- Karnerviertl Szt. Péter és Pál-plébániatemplomát 1163-ban alapították, 1713-ban barokk stílusban átépítették
- Rieglerviertl kápolnája

## Fordítás
- Ez a szócikk részben vagy egészben  a   Waldbach-Mönichwald című német Wikipédia-szócikk ezen változatának fordításán alapul.  Az eredeti cikk szerkesztőit annak laptörténete sorolja fel. Ez a jelzés csupán a megfogalmazás eredetét és a szerzői jogokat jelzi, nem szolgál a cikkben szereplő információk forrásmegjelöléseként.